# Казас
Каза́с (рос. Казас) — селище у складі Мисківського міського округу Кемеровської області, Росія.

## Населення
Населення — 29 осіб (2010; 42 у 2002).
Національний склад (станом на 2002 рік):
- шорці — 81 %